# Lótusz-effektus
A lótusz-effektus tömör megfogalmazásban mikrostrukturált, hidrofób (víztaszító) felületeknek az öntisztuló képességét jelenti. A jelenséget Wilhelm Barthlott és Nesta Ehler német botanikusok (Universität Heidelberg) fedezték fel az 1970-es években végzett vizsgálataik alapján. C. Neinhuis-szal (Universität Bonn) együtt az 1990-es években leírták a lótusz-effektusnak a fizikai-kémiai alapjait. 1997-ben közöltek egy cikket a lótusz-effektus lényegéről a Zeitschrift Planta című folyóiratban és a lótusz-effektus márkanevet 1998-ban védetté nyilvánították.

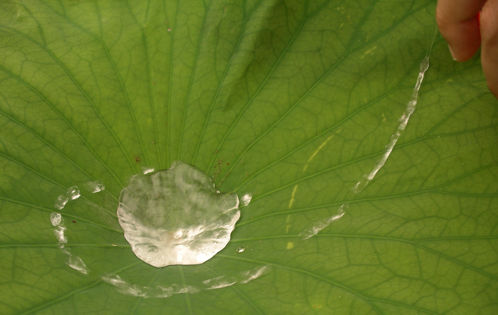
A vízcseppek a lótuszlevél közepén gyűlnek össze

Lótusz-effektusnak a felületek nagyon kicsi nedvesíthetőségét nevezik, és erre a lótusz növénynél figyeltek fel először. Ennek a növénynek a levelét és virágát a víz és más folyadékok nem nedvesítik, olyan csepp képződik rajtuk, amely nem tapad meg a növények felületén, hanem lepereg arról, sőt közben a növényen található porszennyeződést is eltávolítja.

## A jelenség okai

Számítógépes grafika a lótuszlevél felszínéről három vízcseppel

A kutatók a jelenség magyarázatához több száz növényt vizsgáltak meg, és ennek során rájöttek arra, hogy a növényi részeken lévő mikroszkopikus méretű kiemelkedések szabályos mintázata teszi a leveleket nagymértékben víztaszítóvá. A kiemelkedések olyan távolságra vannak egymástól, hogy a por- és piszokszemcsék megakadnak rajtuk, de nem érnek a levél felületéhez. Mivel csak néhány ponton érintkeznek a kiemelkedésekkel, kevéssé tapadnak meg azokon. Amikor víz (eső vagy harmatcsepp) éri a levelet, az film helyett cseppeket alkot, könnyen lepereg, s eközben magával ragadja a por- és piszokszemcséket.

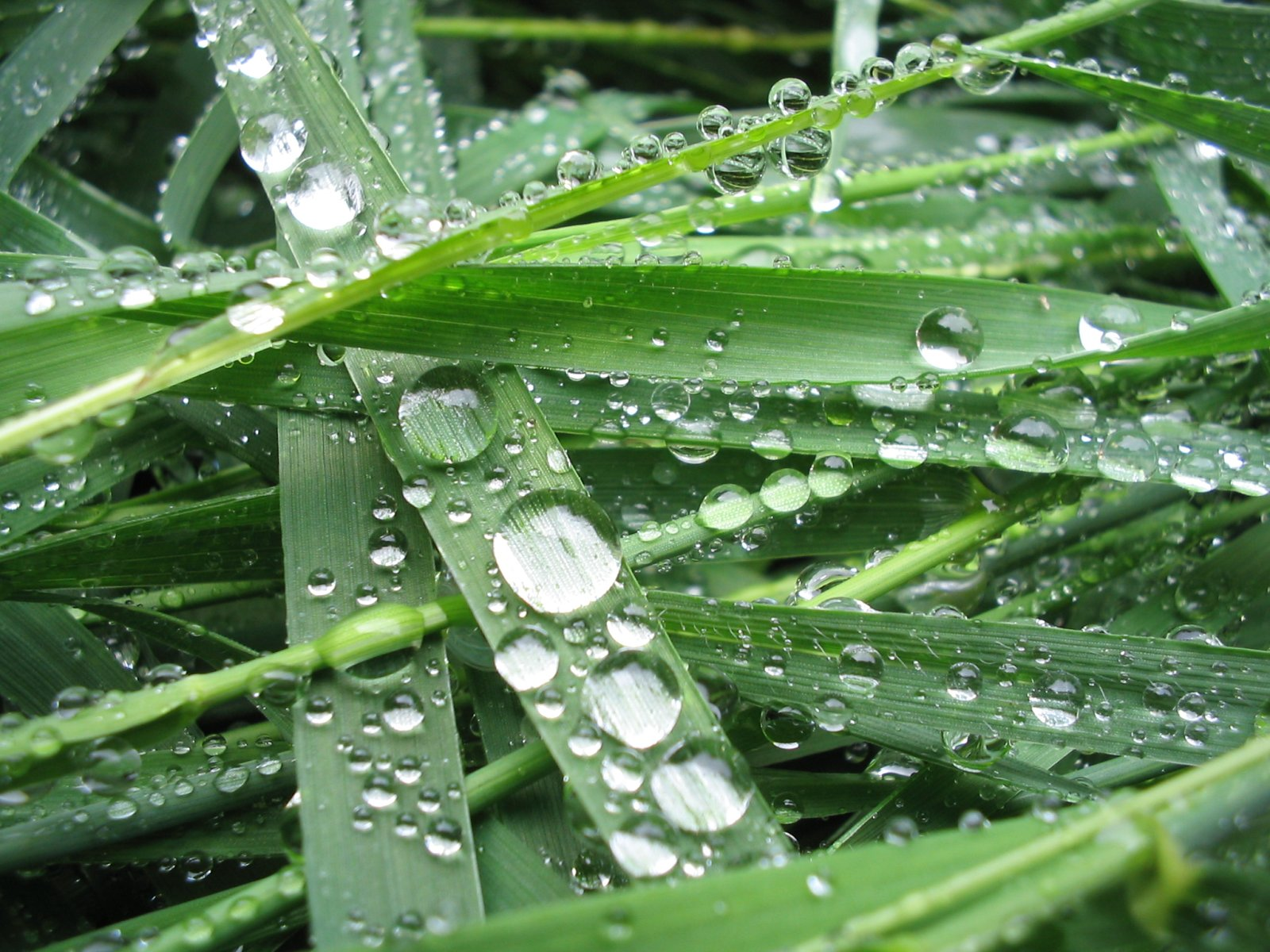
Vízcseppek fűszálakon

A vízmolekulák között kohéziós erők (az azonos molekulák közötti belső összetartó erők) működnek, ennek mértéke a felületi feszültség, és a felületet minimalizálásra kényszerítik, ezért a vízcseppek gömbalakot vesznek fel. A vízcseppeknek valamilyen felülettel történő érintkezésekor a különböző molekulák közötti adhéziós erők is fellépnek, amelyek pedig a felülethez tapadást biztosítják: ezáltal nedvesednek a felületek. A felület sajátságától, állapotától és a folyadék felületi feszültségétől függően következhet be a majdnem teljes nedvesítés, ha az adhéziós erők lényegesen nagyobbak a kohéziós erőknél, vagy egyáltalán nincs nedvesítés, ha a kohéziós erőkhöz viszonyítva az adhéziós erők elhanyagolhatóan kicsik.
A lótusz-effektus oka egy különleges felületi struktúra, amelynél olyan kicsi a adhéziós erő, hogy már kis felületi feszültségű folyadékoknál is a folyadék belső kohéziós ereje mellett az adhéziós erők elhanyagolhatók és nem jön létre nedvesítés. A lótusznövény bőrszövetén (felületi rétegén) kb. 5-10 mikrométer magas és egymástól 10-15 mikrométer távolságra lévő apró dudorok találhatók, amelyek egy redős védőréteget alkotnak. Ez a réteg olyan polimer vázból áll, amilyen a kutin (poliészter típusú anyag, kombinálva cellulózzal, pektinnel és viasszal) és vízhatlanná teszi azt.
A növény felületi struktúrája miatt lesz a víz nedvesítési peremszöge igen nagy, ami elérheti a 160 fokot is (szuperhidrofób). Ez azt jelenti, hogy a csepp felületének csak 2-3%-a érintkezik a növény felületével, ami egy extra kicsi nedvesítést jelent. A vízcsepp és a levél közötti adhéziós erők olyan kicsik, hogy a víz könnyen lepereghet. A levélen lévő szilárd kis szennyező szemcsék – amelyek éppen csak hogy érintkeznek a levéllel – a vízzel könnyen lemosódnak.
A lótusz-effektus felléptének a feltétele tehát a mikro- és nanostruktúrált (5-20 μm magas dudorok 5-50 μm távolságra), szuperhidrofób felületek léte.

## Biológiai jelentősége
A biológiai jelentősége ennek a hatásnak a növényvédelemben van egyes mikroorganizmusok, például gombaspórák, algák károsító hatásával szemben.
Hasonlóan fontos a szerepe az állatoknál, mint például a lepkék, szitakötők és egyéb rovarok esetében, amelyek lábaikkal nem minden testrészüket tudják megtisztítani.
További fontos szerepe van a lótusz-effektusnak olyan szennyeződések eltávolításában, amelyek a fénybeszűrődést csökkentik, vagy a levélfelületek légzőnyílásait eltömíthetik.

## Alkalmazás

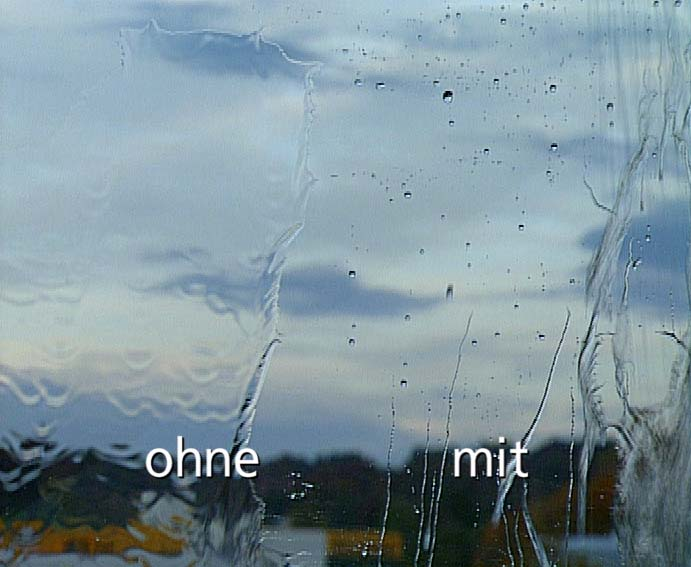
Gépkocsi szélvédője nanobevonat nélkül (balra) és nanobevonattal (jobbra)

A fentiekből arra lehet következtetni, hogy ha mesterségesen hoznak létre ilyen, 
mikro-nanoméretű kiemelkedésekkel mintázott felületet, az könnyen tisztíthatóvá válik. Eddig úgy vélték, hogy minél simább egy felület, annál kevésbé tapadnak meg rajta a szennyezések, és annál könnyebben tisztítható. Az effektus felfedezése óta eljárásokat igyekeznek kidolgozni a természetet utánzó, nanoméretű érdes felületek előállítására. Az alkalmazási lehetőségek területe szinte végtelen: a gépkocsik lakkbevonatától és az útjelző tábláktól a főzőedényeken át a kontaktlencséig.

## Külső hivatkozások
- Projektgruppe Lotus-Effect am Botanischen Institut der Rheinischen Friedrich-Wilhelms-Universität Bonn (németül)

## Animációk a Lotusz-effektus témához
- Diese Animation im .avi-Format  (Codec: MS-MPEG4 V2)
- Diese Animation im .avi-Format Codec: MS-MPEG4 V2)